# Стеклова, Агриппина Владимировна
Агриппи́на Влади́мировна Стекло́ва (род. 15 февраля 1973, Краснодар) — российская актриса театра и кино. Заслуженная артистка России (2008).

## Биография
Агриппина Стеклова родилась 15 февраля 1973 года в Краснодаре, в семье актёров Владимира Стеклова и Людмилы Мощенской. После окончания в 1996 году режиссёрского факультета ГИТИСа  (курс М. А. Захарова) работала актрисой в театре «Сатирикон». Первый раз снялась в кино в 1989 году, исполнив роль Антонины в фильме «Транти-Ванти».
В 2012 году Стеклова стала лауреатом премии «Звезда театрала» в номинации «Лучшая женская роль второго плана» за роль Дорины в спектакле «Тартюф» в театре на Малой Бронной.
За роль медсестры Надежды в фильме режиссёра Александра Котта «Инсайт» Агриппина Владимировна награждена призами за лучшую женскую роль на фестивале «Амурская осень» в Благовещенске, на кинофестивале «Виват кино России!» в Санкт-Петербурге, Международном фестивале нового европейского кино «Златната липа» в Болгарии и была номинирована на премию Киноакадемии Азиатско-Тихоокеанского региона Asia Pacific Screen Awards («Азиатский Оскар»).
Муж — Владимир Большов, актёр. Сын — Даниил Андреевич Стеклов (род. 1993), актёр. Невестка — актриса Надежда Лумпова.

## Творчество

### Роли в театре

#### Независимый театральный проект
- 2002 — «Трактирщица»[9] по пьесе К. Гольдони — Деянира
- 2005 — «Жестокие танцы»[10] Танцевальный марафон по мотивам романа Хораса Маккоя «Загнанных лошадей пристреливают, не правда ли?» — Глория
- 2006 — «Дед Мороз - Мерзавец"»[11] Ж. Баласко, М.-А. Шазель, К. Клавье, Ж. Жюньо, Т. Лермитт, Б. Мойно — Жозетт
- 2008 — «Театр по правилам и без» М. Фрейн

#### Антреприза
- 2024 — «Иллюзия счастья» по пьесе «Тектоника чувств» Эрика-Эммануэля Шмитта, режиссёр — Павел Сафонов

### Телепроекты
В 2004 году участвовала в телеигре Форт Боярд вместе с Павлом Деревянко, Викторией Исаковой, Саидом Дашук-Нигматуллиным, Алексеем Гоманом и Александром Панайотовым. Выигрыш составил 12’670 рублей.
В 2005 году участововала в телеигре Угадай мелодию вместе с Алексеем Макаровым и Александром Носиком. Выигрыш составил 26 415 рублей.

### Фильмография
| Год       |   | Название                           | Роль                                                  |
| --------- | - | ---------------------------------- | ----------------------------------------------------- |
| 1989      | ф | Транти-Ванти                       | Антонина Федина                                       |
| 1995      | ф | Мелкий бес                         | Дарья Рутилова                                        |
| 1996      | ф | Привет, дуралеи!                   | ассистент Светланы                                    |
| 1997      | ф | Дружок                             | Имя персонажа не указано                              |
| 2000      | ф | Истинные происшествия              | Имя персонажа не указано                              |
| 2000      | с | Остановка по требованию            | следователь                                           |
| 2001      | с | Гражданин начальник                | Женя Звенигородцева                                   |
| 2001—2002 | с | Мужская работа                     | Лена, жена Пасечника                                  |
| 2002      | с | Закон                              | Агриппина, жена Дмитрия                               |
| 2003      | ф | Коктебель                          | Ксения Викторовна, cельский врач                      |
| 2004      | ф | Рагин                              | Райская                                               |
| 2005      | с | Охота на изюбря                    | Соня                                                  |
| 2006      | с | Комната с видом на огни            | Имя персонажа не указано                              |
| 2006      | с | Мой генерал                        | Оленька                                               |
| 2006      | ф | Нежный барс                        | Людмила Алексеевна Кораблёва                          |
| 2007      | с | Сыщик Путилин                      | Наталья                                               |
| 2007      | ф | На пути к сердцу                   | Нина                                                  |
| 2007      | с | Личная жизнь доктора Селивановой   | Татьяна                                               |
| 2008      | ф | Умница, красавица                  | Оксана                                                |
| 2008      | ф | Девочка моя                        | Нина                                                  |
| 2008      | с | Самая красивая-2                   | Алиса                                                 |
| 2009      | ф | Холодное сердце                    | Катя, жена Андрея Морозова                            |
| 2009      | с | Танго с ангелом                    | Майя Блинова                                          |
| 2009      | ф | На всех широтах…                   | Клава                                                 |
| 2009      | с | Деревенская комедия                | Оксана                                                |
| 2009      | ф | Голубка                            | Любаша                                                |
| 2012      | с | Мама по контракту                  | Анна Нечаева                                          |
| 2012      | с | Бедные родственники                | Ирина Бондарева                                       |
| 2011—2014 | с | Жила-была одна баба                | Панька                                                |
| 2013      | ф | Географ глобус пропил              | Роза Борисовна, завуч школы                           |
| 2013—2015 | с | Корабль                            | повариха Надежда                                      |
| 2015      | ф | Инсайт                             | Надежда                                               |
| 2015      | ф | Клинч                              | Татьяна                                               |
| 2015      | ф | Райские кущи                       | Валерия                                               |
| 2015      | ф | День выборов 2                     | жена председателя ЦИК                                 |
| 2015      | ф | Наследники                         | Ангелина Неведина                                     |
| 2016      | с | Беглые родственники                | Галя, мама Юли                                        |
| 2017      | с | Большие деньги (Фальшивомонетчики) | Елена Александровна Потапова, жена Павла, мать Андрея |
| 2018      | с | Доктор Преображенский              | Галина Ефимовна                                       |
| 2020      | с | Взаперти                           | мама Кати                                             |
| 2021      | с | Пробуждение                        | Елена Владимировна Ельницкая, полковник полиции       |
| 2021      | с | Контакт                            | Ираида Петровна Нуждина, полковник полиции            |
| 2021      | ф | Казнь                              | генеральша                                            |
| 2021      | ф | День мёртвых                       | мать Алексея                                          |
| 2022      | с | Елизавета                          | Екатерина I, мать Елизаветы                           |
| 2022      | с | Диверсант. Идеальный штурм         | фотограф-связная                                      |
| 2022      | с | Художник                           | Ксюта                                                 |
| 2022—2024 | с | Что делать женщине, если...        | Лариса                                                |
| 2023      | ф | По щучьему велению                 | царица Агриппина                                      |
| 2023      | с | Райцентр                           | Агрономова                                            |
| 2024      | с | Шифр (сезон 4)                     | куратор аналитического отдела МВД                     |

## Награды
- Лауреат Премии Станиславского
- Лауреат конкурса «Золотая лира. Женское лицо. Творческа Элита.»
- Лауреат театральной премии «Чайка»
- Лауреат театральной премии газеты «Московский комсомолец»
- Лауреат премии «Звезда Театрала».
- заслуженная артистка РФ (2008).
- премия «Фигаро» (2025)[12]